# Mariapeel
De Mariapeel is een hoogveen-achtig natuurgebied in de gemeente Horst aan de Maas in de Nederlandse provincie Limburg. Het is ca. 1400 ha groot en wordt beheerd door Staatsbosbeheer. Samen met Deurnese Peel en het Grauwveen is het sinds 1993 een beschermd drasland. Als Natura 2000-gebied is het bekend onder de naam Deurnsche Peel & Mariapeel. Het is aangewezen als vogelrichtlijngebied en habitatrichtlijngebied.

## Ligging
De Mariapeel vormt vrijwel een geheel met het Grauwveen en de uitgestrekte Deurnese Peel aan de overzijde van de grens met de provincie Brabant. Met spreekt dan ook vaak van het complex Deurnese Peel-Mariapeel. Het betrekkelijk kleine Peelrestantje het Grauwveen ligt ten noorden van de spoorlijn Helmond-Venlo. Aan de rand van het gebied liggen de veenkolonieën Helenaveen en Griendtsveen.
Samen met de Groote Peel is het gebied Deurnese Peel-Mariapeel het belangrijkste overgebleven natuurgebied in de Peel. Het was oorspronkelijk hoogveengebied. De Mariapeel bestaat uit de complexen Mariaveen, Driehonderd Bunder en Horster Driehoek.
Topografische kaart Mariapeel en de Deurnesche Peel. Klik voor vergroting.

## Geschiedenis
Aanvankelijk werd in de Mariapeel, net als de meeste andere Peelgebieden, door boeren op  kleinschalige wijze turf gedolven. Zo ontstonden de complexen van zogenaamde boerenkuilen langs lange Peelbanen, wegen nodig om de turf per kar af te voeren. Vanaf ca. 1885 werden vanuit Griendtsveen het hoogveen in de gemeente Horst op een meer grootschalige en planmatige manier vergraven. Er werden wijken, gegraven kanalen, aangelegd voor afwatering en afvoer van de turf. Zij werden hier aangelegd volgens het ingewikkelde 'drietandsysteem'. De vervening in het Mariaveen is ouder dan die in de Driehonderd Bunder en de Horster Driehoek.
Nabij de toegangsweg naar Kamp twee lagen tot halverwege de 19e eeuw twee grote plassen, het Soemeer en het Broemeer. Daar tussendoor is in 1716 de grens tussen Brabant en Limburg getrokken. Een grenspaal met de opschriften Brabantia en Gelria staat er nog steeds.
De Mariapeel is op het nippertje ontsnapt aan grootschalige ontginning. Er waren reeds plannen gemaakt en zelfs al ontginningsgebouwen gebouwd toen de Tweede Wereldoorlog uitbrak. De Peel werd in verband daarmee -enigszins versterkt als onderdeel van de Peel-Raamstelling- tot militaire zone verklaard. Het weinig indrukwekkende Defensiekanaal met het 1200 meter open schootsveld aan de oostrand van het gebied herinnert nog aan stelling. Het ontginningsgebouw Kamp twee bleef bestaan en dient thans als beheerscentrum van Staatsbosbeheer.

## Recreatie
In het Mariaveen, dat er thans grotendeels uitziet als een open heideveld met verspreide bosschages, is een omvangrijk netwerk van wandel- en fietspaden uitgezet. Een aantal 'wijken' (kanaaltjes) in het gebied is opgeknapt.

## Beheer

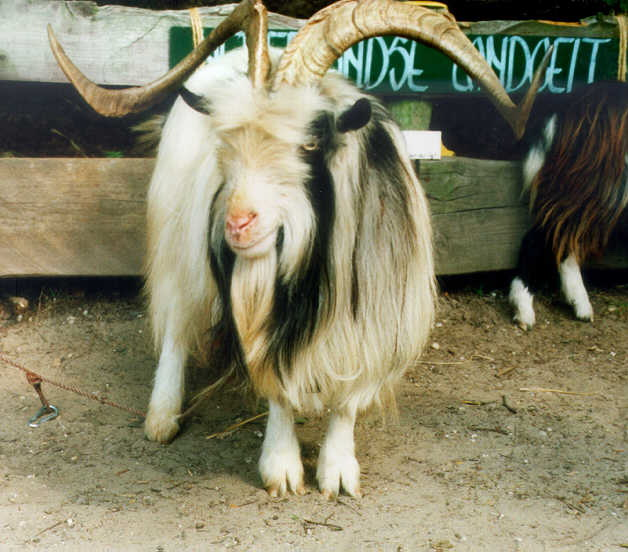
Bok van het ras Nederlandse Landgeit

De Mariapeel wordt door Staatsbosbeheer namens de staat beheerd. In de "Driehonderd Bunder" en "Horster Driehoek" zijn omvangrijke vernattingsmaatregelen uitgevoerd waardoor op verschillende plaatsen grote waterplassen zijn ontstaan, zoals het 'kanaalbos' aan de weg tussen Griendtsveen en America. Sommige kunstenaars laten zich inspireren door het beeld van afstervende berkenbomen dat daar te zien is. In het Mariaveen is een oude schaapskooi (Paul's Koie) herbouwd om de kudde  Nederlandse landgeiten te huisvesten. De Mariapeel is voor dit zeldzame huisdierras een erkend fokstation. De geiten helpen mee de heide in dit gebied kort en vrij van opslag te houden. Daartoe wordt ook een kudde runderen ingezet. De meer kwetsbare gedeelten van het gebied verdragen echter vanwege de venige ondergrond geen begrazing en moeten door maaien en kappen open worden gehouden.